# Allactaga vinogradovi
Allactaga vinogradovi es una especie de roedor de la familia Dipodidae.

## Distribución geográfica
Se encuentran en Kazajistán, Kirguistán, Tayikistán y  Uzbekistán.